# Isognathus menechus
Isognathus menechus är en fjärilsart som beskrevs av Ménétriés 1857. Isognathus menechus ingår i släktet Isognathus och familjen svärmare. Inga underarter finns listade i Catalogue of Life.